# Eduardo G. Ursini
Eduardo G. Ursini fue un periodista y guionista de cine, que nació en Argentina. A comienzos de la década de 1920 trabajaba en la redacción del Crítica –el diario creado por Natalio Félix Botana en la sección Deportes encargándose en especial del atletismo de en 1922-.
En 1932, cuando era presidente de la Federación Atlética Argentina gestionó ante el Comité Olímpico Internacional (COI) un permiso especial para que dejaran participar en los Juegos Olímpicos de Los Ángeles 1932 de ese año a un atleta argentina que, por su edad, no podía hacerlo conforme la reglamentación de esa época. Se trataba de un joven que al perder sus padres había sido internado de niño en el Reformatorio de Marcos Paz (hoy Hogar Escuela “Ricardo Gutiérrez”), de la provincia de Buenos Aires, donde había practicado deportes como el fútbol, natación, baloncesto y las carreras. Obtenido el permiso, Ursini estuvo presente cuando el 7 de agosto de 1932 Juan Carlos Zabala –de ese atleta se trataba- ganaba la maratón de esos Juegos.
En 1933 se desempeñaba como Director en el área de Deportes en la Municipalidad de la Ciudad de Buenos Aires. En 1939 escribió su primer argumento cinematográfico. Estaba basado en hechos reales: 15 años antes Crítica había publicado notas sobre el maltrato que sufrían los menores internados en el reformatorio ubicado en la localidad de Marcos Paz que hizo que Antonio Sagarna, a la sazón Ministro de Justicia e Instrucción Pública del 22 de octubre de 1923 al 12 de octubre de 1928 en la presidencia de Marcelo Torcuato de Alvear, encargara el problema a Jorge Eduardo Coll, un reconocido criminólogo que estaba a cargo del Patronato de Menores, quien a través de José Amatuzzo consiguió transformar el concepto de educación de menores privados de libertad en el reformatorio en un proceso narrado por el filme, que se tituló ...Y mañana serán hombres y fue dirigido por Carlos Borcosque.
Posteriormente Ursini realizó otros guiones y en 1940 dirigió la película Los ojazos de mi negra. Eduardo G. Ursini también compuso el tango Candilejas que fue grabado por Francisco Canaro y Julio De Caro y la marcha Paso al deporte.

## Filmografía
Guionista
- …Y mañana serán hombres (1979)
- Campeón a la fuerza (1950)
- Los ojazos de mi negra (1940)
- Flecha de oro (1940)
- ...Y mañana serán hombres (1939)

Director
- Los ojazos de mi negra (1940)